# Fausta nigritibia
Fausta nigritibia är en tvåvingeart som beskrevs av Chao och Zhou 1996. Fausta nigritibia ingår i släktet Fausta och familjen parasitflugor. Inga underarter finns listade i Catalogue of Life.